# De Havilland Dove
El de Havilland DH.104 Dove ('colom' en anglès) va ser un transport comercial monoplà de curt abast fabricat al Regne Unit per de Havilland, sent el successor del biplà de Havilland Dragon Rapide i un dels dissenys britànics de postguerra de més èxit. El promotor del disseny va ser el Comitè Brabazon, que buscava crear un avió comercial de curt abast de fabricació britànica.

## Història
El 1944 l'equip de dissenyadors de l'empresa de Havilland, dirigits per R.E. Bishop, va emprendre el projecte d'un nou monoplà d'ala baixa, destinat a reemplaçar el biplà de transport DH.89 Dragon Rapide que havia estat àmpliament utilitzat per la RAF i la Royal Navy sota la denominació Dominie.
El nou avió estava construït íntegrament en metall, a excepció dels timons de profunditat i del timó de direcció, recoberts de tela.
La planta motriu consistia en dos motors de Havilland Gipsy Queen que accionaven hèlixs de velocitat constant, pas reversible i pas en bandera; el de Havilland DH.104 Dove va ser el primer transport britànic que va utilitzar les esmentades hèlixs de pas reversible com a ajuda per a la frenada. En la seva configuració estàndard podia acomodar de vuit a onze passatgers.
El prototip va realitzar el seu vol inaugural el 25 de setembre de 1945, i molt aviat va demostrar l'eficàcia del nou disseny. A excepció d'una deriva dorsal afegida durant la primera etapa del desenvolupament a fi de millorar l'estabilitat en vol amb un sol motor, timons de profunditat redissenyats i un sostre voltat que ampliava l'espai del pont de vol, els exemplars de sèrie eren similars al prototip original.
Les variants de sèrie del Dove van ser resultat de la incorporació de diverses plantes motrius: els motors Gipsy Queen 71 i 70-3 de 330 cv van propulsar al prototip i al Dove 1/2 respectivament; el Dove 1B/2B/1B/2B va portar un Gipsy Queen 70-4 de 340 cv; el Dove5/6, un Gipsy Queen 70-2 de 380 cv; el Dove 7/8, un Gipsy Queen 70-3 de 400 cv. Alguns Dove convertits per Riley Aircraft als Estats Units sota la denominació Riley Turbo Executive 400 van introduir els motors Avco Lycoming Io-720-A1A de 400 cv.
Carstedt Inc de Long Beach, Califòrnia, va emprendre un projecte més ambiciós: les seves conversions anaven dotades de dos Garrett Air Research Tpe331 de 605 cv i d'un buc allargat que podia acomodar 18 passatgers. Aquest model denominat Carstedt Jet Liner 600, va ser subministrat principalment a Apatxe Airlines de Phoenix, Arizona.
Igual com el Rapide, model complementat pel Dove (i no reemplaçat, ja que va continuar sent utilitzat), el DH.104 va resultar ser un avió de gran eficàcia i popularitat: van ser construïts més de 542 exemplars abans de la cessació de la producció, que es va produir el 1968.
Cent unitats van ser adquirides sota la denominació Devon per nombroses forces aèries, inclosa la RAF, mentre que uns quants dels anomenats Sea Devon van ser subministrats a la Royal Navy.

## Producció
En total s'han fabricat 388 Dove civils, 127 Devon C.2 militars i 13 Sea Devon.

## Variants
- Dove 1: Versió inicial de sèrie amb capacitat per a 11 passatgers. Propulsat per dos motors Gipsy Queen 70-4 de 254 kW.
- Dove 1B i 2B: Mk 1 i 2 d'equipats retrospectivament amb motors Gipsy Queen 70-2 de 283 kW.
- Dove 2: Versió de transport executiu amb capacitat per a 6 passatgers propulsada per dos motors Gipsy Queen 70-4 de 254 kW.
- Dove 1B i 2B: Mk 1 i 2 d'equipats retrospectivament amb motors Gipsy Queen 70-2 de 283 kW.
- Dove 3: Projecte d'una versió de vigilància a alta cota (no construït).
- Dove 4: Denominació donada per la companyia a 39 Devon C.Mk 1, de la Raf, 13 Sigui Devon C.Mk 20 de la Royal Navy i altres avions destinats a l'exportació
- Devon C Mk 1: Versió de transport i comunicacions per a la Raf.
- Devon C Mk 2: Versió amb nous motors del Devon C Mk 1 de transport i comunicacions de la Raf.
- Sea Devon C Mk 20: Versió de transport i comunicacions per a la Royal Navy.
- Dove 5: El Dove 5 estava propulsat per dos motors de pistó Gipsy Queen 70-2 de 283 kW.
- Dove 6: Versió de transport executiu, actualització del Dove 2 propulsada amb dos motors de pistons Gipsy Queen 70-2 de 283 kW.
- Dove 6B: Modificació del Dove 6 per operar amb un pes màxim de 3.856 kg
- Dove 7: Versió millorada de la sèrie Mk 1 amb motors de Gipsy Queen 70-3 de 298 kW.
- Dove 8: Versió millorada de la sèrie Mk 2 amb motors de Gipsy Queen 70-3 de 298 kW.
- Dove 8A: Versió de cinc places del Mk 8 destinada al mercat nord-americà amb la denominació Custom Dove 600 '.
- Carstedt Jet Liner 600: Conversió del Dove realitzada per Carstedt Inc. de Long Beach, Califòrnia, que consisteix en un buc més llarg per acomodar a 18 passatgers i dos motors turbohèlice Garrett AirResearch Tpe 331 de 451 kW.
- Riley Turbo Executive 400: Conversió del Dove realitzada per Riley Aircraft als Estats Units consistent a substituir els motors originals per dos Lycoming Io-720-A1A de 298 kW.

## Operadors

### Civils
- Airlines of Western Australia
- Airways (Índia)
- Apache Airlines
- British Overseas Airways Corporation
- British Midlands
- Cambrian
- Central African Airways
- Channel Airways
- Hunting Clan Air Transport
- Olley Air Services
- Morton Air Services
- SABENA
- Skyways
- South African Airways
- Sudan Airways
- Union of Burma Airways
- West African Airways

### Militars
- Argentina
- Brasil
- Plantilla:CBG
- Egipte
- Etiòpia
- Irlanda
- Índia
- Plantilla:IRQ-1924
- Jordània
- Líban
- Malàisia
- Nova Zelanda
- Pakistan
- Paraguai
- Regne Unit
- Sri Lanka
- Plantilla:RSA-1928
- Suècia